# (37753) 1997 CO13
1997 CO13 (asteroide 37753) é um asteroide da cintura principal. Possui uma excentricidade de 0.08648510 e uma inclinação de 0.93759º.
Este asteroide foi descoberto no dia 7 de fevereiro de 1997 por Klet em Kleť.